# Westelijke parelmoervlinder
De westelijke parelmoervlinder (Melitaea parthenoides) is een vlinder uit de familie Nymphalidae. De wetenschappelijke naam van de soort werd in 1851 als Melitaea athalia var. parthenoides gepubliceerd door C. Keferstein, als naam voor een variëteit van de bosparelmoervlinder (Melitaea athalia) die werd verzameld in Zwitserland.

## Kenmerken
De westelijke parelmoervlinder heeft een spanwijdte tussen de 28 en 34 millimeter. De donkere tekening op de bovenkant van de vleugels is zeer regelmatig en bestaat uit dunne lijnen. De tweede zwarte lijn van buiten is dun en bij het mannetje vaak gereduceerd. Een onderscheidend kenmerk op de bovenvleugel is een zwarte schuine middenvlek in cel 1b. De maanvlekken op de onderkant van de voorvleugel zijn ongeveer even groot. Ze zijn aan de binnenkant zwart gerand met ongeveer even dikke zwarte lijnen. Op de onderkant van de achtervleugel bevindt zich in het middenveld meestal een geelachtige band. De rode vlekken in de submarginale band zijn niet geel of zwart gevlekt. De cellen van de witte band zijn langgerekt.  De haren op de palpen van de westelijke parelmoervlinder zijn oranje. De westelijke parelmoervlinder vliegt in een of twee generaties per jaar. De vliegtijd is van april tot en met september.

## Verspreiding en leefgebied
De westelijke parelmoervlinder komt voor in Zuidwest-Europa, in Andorra, Frankrijk, Duitsland, Frankrijk, Italië, Portugal, Spanje en Zwitserland. Het is een soort van open graslanden, zowel droge als matig vochtige plekken zijn geschikt. Het is een soort van bergachtige gebieden en kan waargenomen worden tot op 2500 meter.

## Waardplanten
De voornaamste waardplanten zijn weegbreesoorten (Plantago), met name smalle weegbree (Plantago lanceolata), maar ook alpenweegbree (Plantago alpina) en ruige weegbree (Plantago media) worden genoemd. De rupsen eten en overwinteren in groepen en leven gezamenlijk in een spinselnest. Pas in het laatste stadium gaan ze uit elkaar. Voor de verpopping zoeken ze een veilig plekje aan de waardplant dicht bij de grond.

## Bedreigingen en bescherming
De westelijke parelmoervlinder is verdwenen uit Oostenrijk en gaat sterk achteruit in Duitsland en Zwitserland. De soort staat op de Rode Lijst van de IUCN als niet bedreigd, beoordelingsjaar 2010.

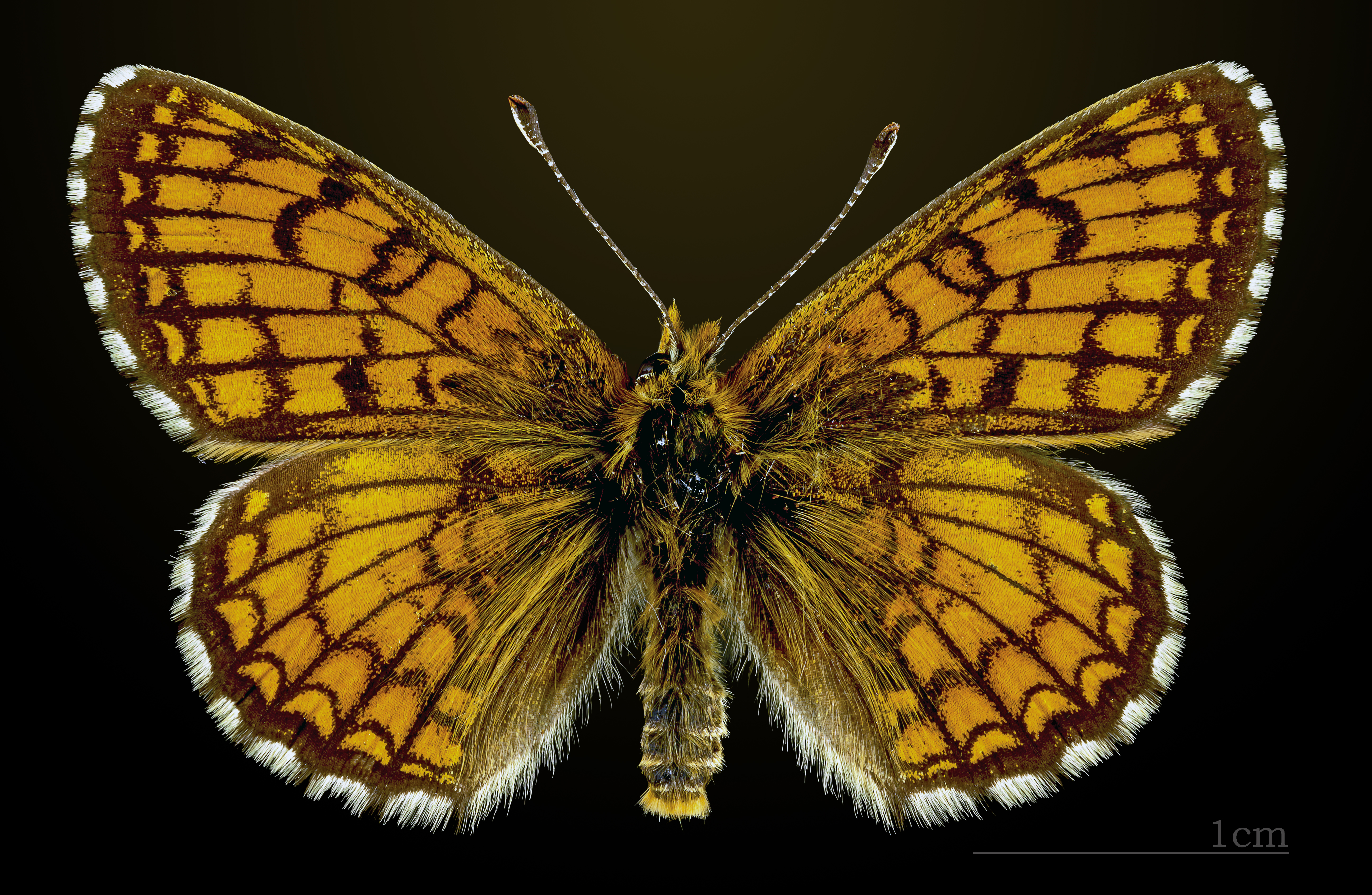
Mannetje bovenzijde
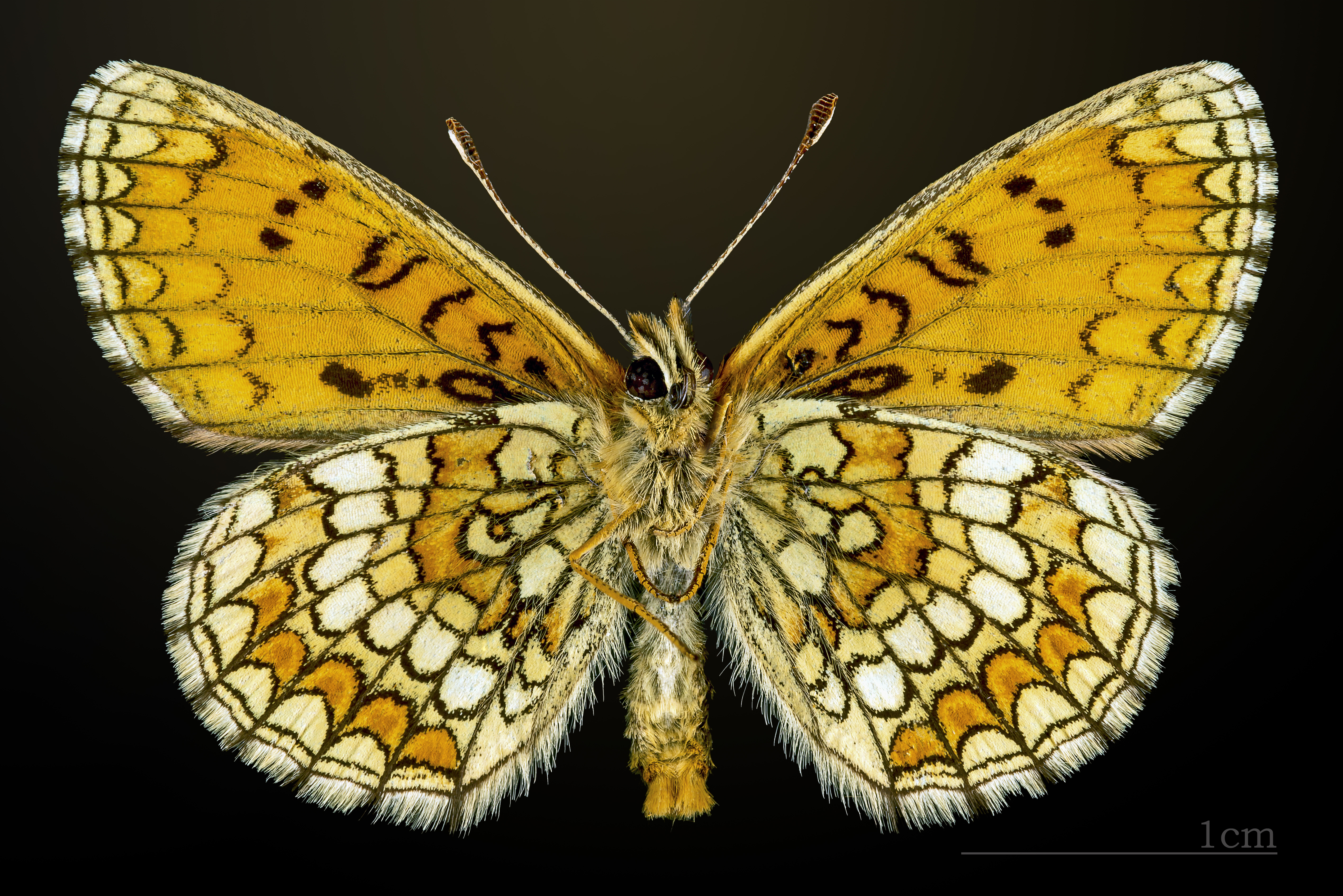
Mannetje onderzijde
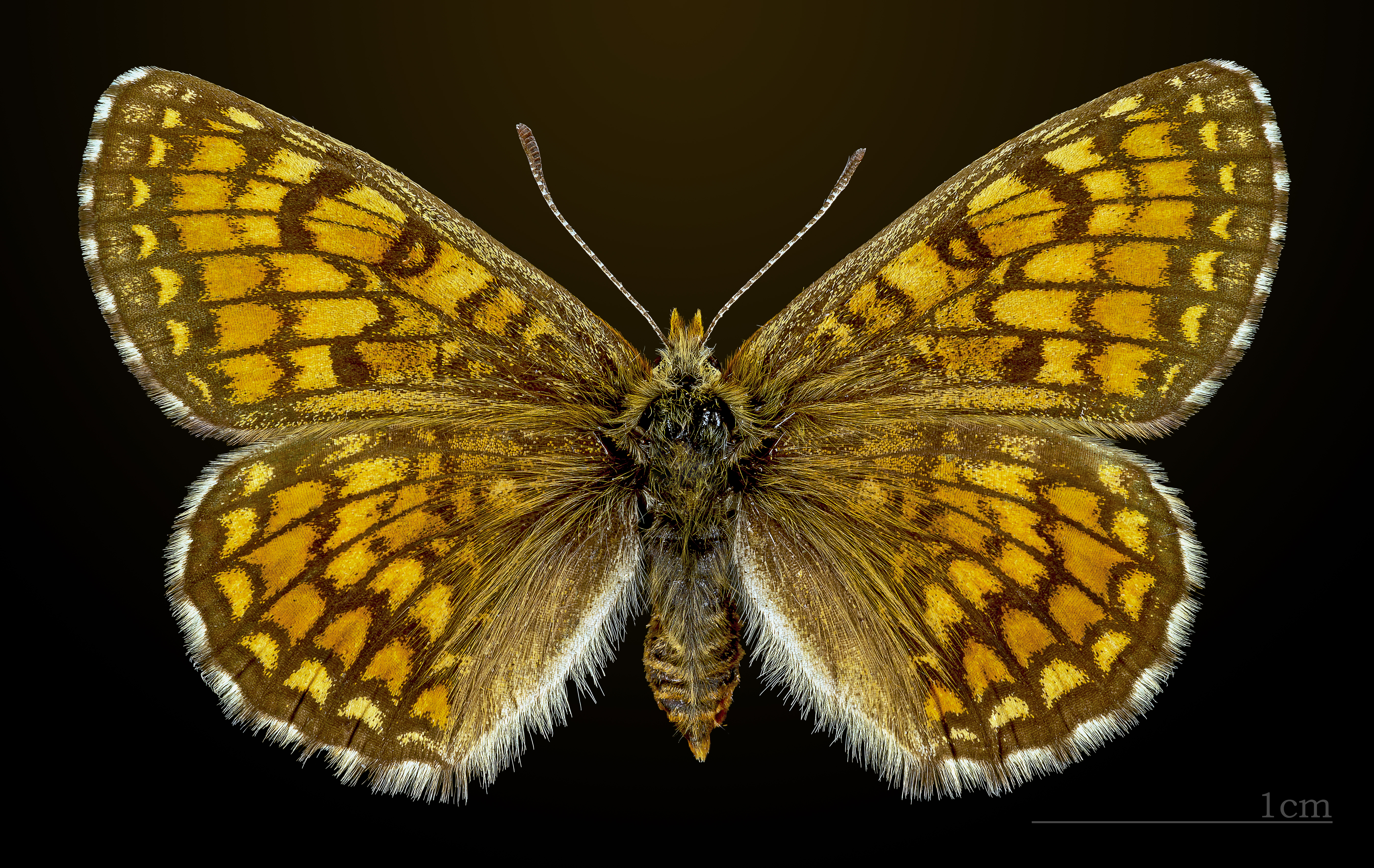
Vrouwtje bovenzijde
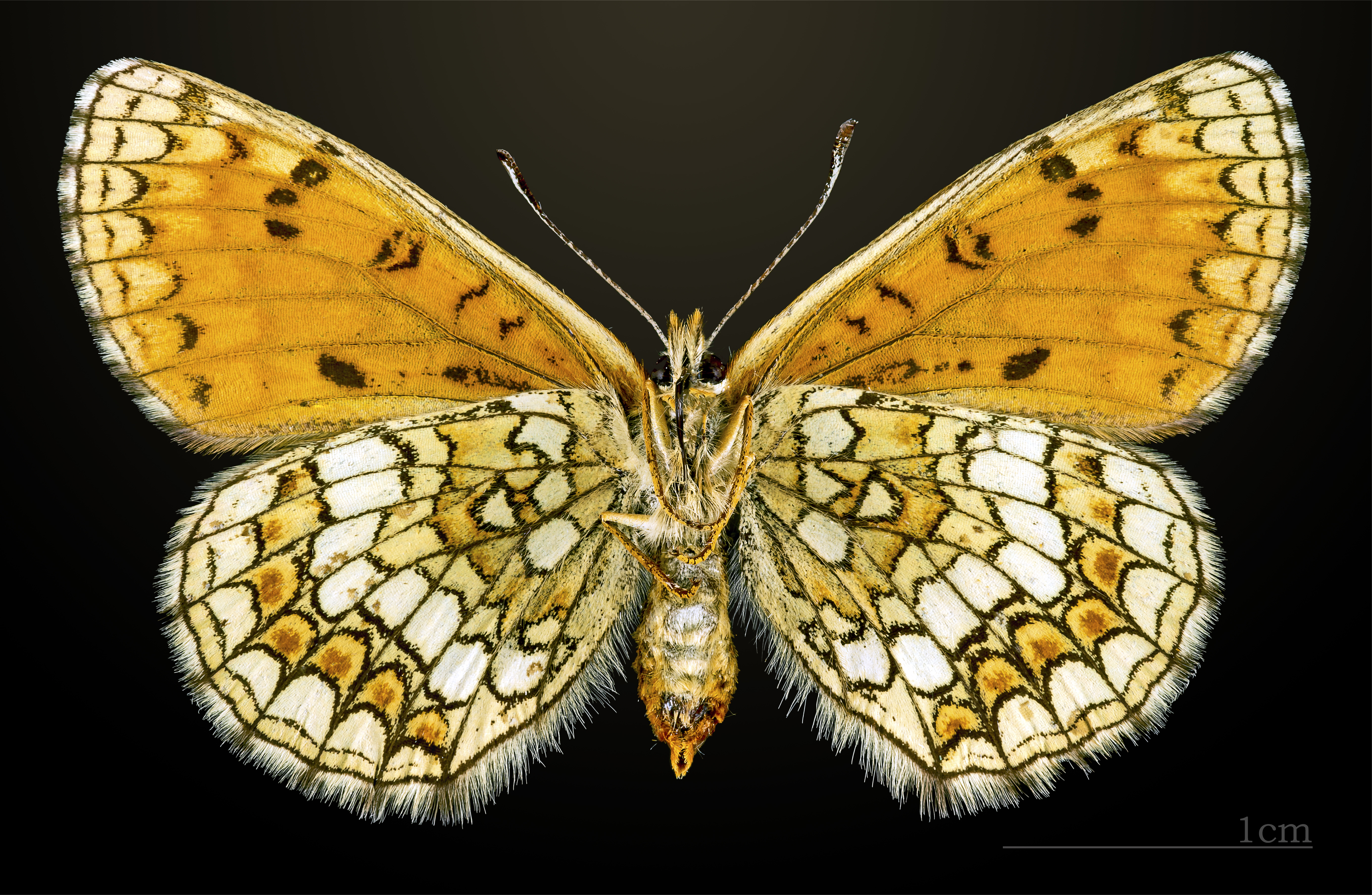
Vrouwtje onderzijde